# Lamaholot
Lamaholot oder Solor, Soloresisch, ist ein im Osten der Insel  Flores, auf Solor,  Lembata und Pantar  gesprochenes Dialektcluster. Es gehört zu den zentral-östlichen-malayo-polynesischen Sprachen der malayo-polynesischen Sprachen innerhalb der austronesischen Sprachen. Das Lamaholot besteht aus etwa 35 Dialekten, von denen bisher erst zwei eingehender untersucht worden sind, nämlich der des traditionellen Walfängerdorfes Lamalera auf Lembata und der des Dorfes Belogili im ostflorinesischen Landkreis (Kabupaten) Tanjung Bunga, das früher wiederum mit den Dörfern Kawaliwu, Leworahang, Lewotala, Riangkotek und Lamatou einen als Lewolema bezeichneten politischen Verband bildete, der auch heute noch eine dialektale Einheit darstellt. Eine ältere, im Rajatum Larantuka übliche Fremdbezeichnung für die in den „Wäldern“ des Hinterlands gesprochene Sprache lautet kodak kiwan (kodak „Sprache, sprechen“; kiwan „Hinterland, waldige Bergregion“). Der deutsche Missionar Pater Paul Arndt, der das auf der Insel Solor gesprochene Lamaholot untersuchte, bezeichnete es als „Solor-Sprache“. Von ihm stammt auch eine erste Grammatik des Lamaholot, die allerdings modernen Standards nicht mehr gerecht wird. Auf Untersuchungen im Dorf  Lamalera basiert die morphologische Beschreibung des Lamaholot durch den indonesischen Linguisten Gregorius Keraf.  Ein erstes umfassendes, dreisprachiges Wörterbuch des Lamaholot auf der Grundlage des im Lewolema-Gebiet gesprochenen Dialekts veröffentlichte 1999 der Linguist Karl-Heinz Pampus. Zusammen mit Yohanes E. Lamuri ist er auch Verfasser eines seit 2001 in mehreren Auflagen erschienenen indonesischen Wörterbuchs des  Lewolema-Dialekts des Lamaholot.